# Gottfried von Vaihingen

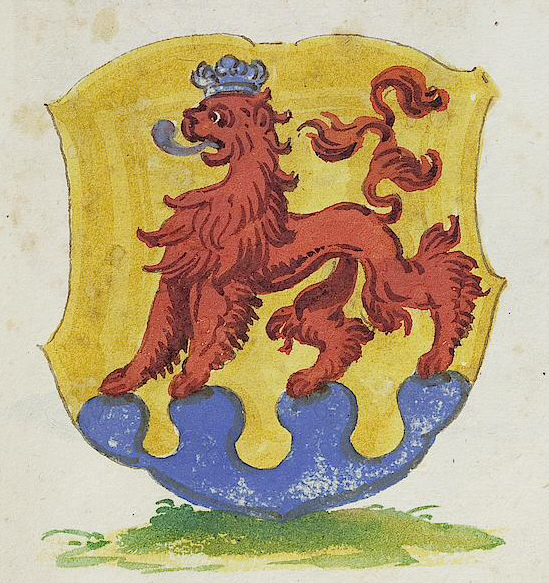
Wappen der Grafen von Vaihingen und Calw

Gottfried von Vaihingen (* vor 1170; † 1234) war von Geburt ein Graf von Calw, der sich nach der Heirat einer Vaihinger Erbtochter Graf von Vaihingen nannte und das gleichnamige Dorf zur Stadt Vaihingen an der Enz ausbaute.

## Biographie
Graf Gottfried von Calw, Sohn von Adalbert V. von Calw, heiratete vor 1189 eine Erbtochter des letzten Grafen Egino von Vaihingen und benannte sich nach dem Erbfall meist nach Vaihingen. Er war zehn Jahre lang an der Seite von Kaiser Heinrich VI. und dessen Bruder Philipp unterwegs, die er jeweils auch nach Italien begleitete. Nach dem frühen Ableben seiner ersten Gattin vermählte ihn der Königsanwärter Philipp von Schwaben 1197 auf dem Rückweg von Italien in Bozen mit Berta von Firmian. Ab 1199 hatte sich Graf Gottfried offenbar aus der Reichspolitik zurückgezogen, da er künftig weder bei den Staufern, noch bei Gegenkönig Otto von Braunschweig in Urkunden auftauchte. Möglicherweise kümmerte er sich fortan mehr um seine eigenen Herrschaften um Vaihingen und Firmian in Südtirol.

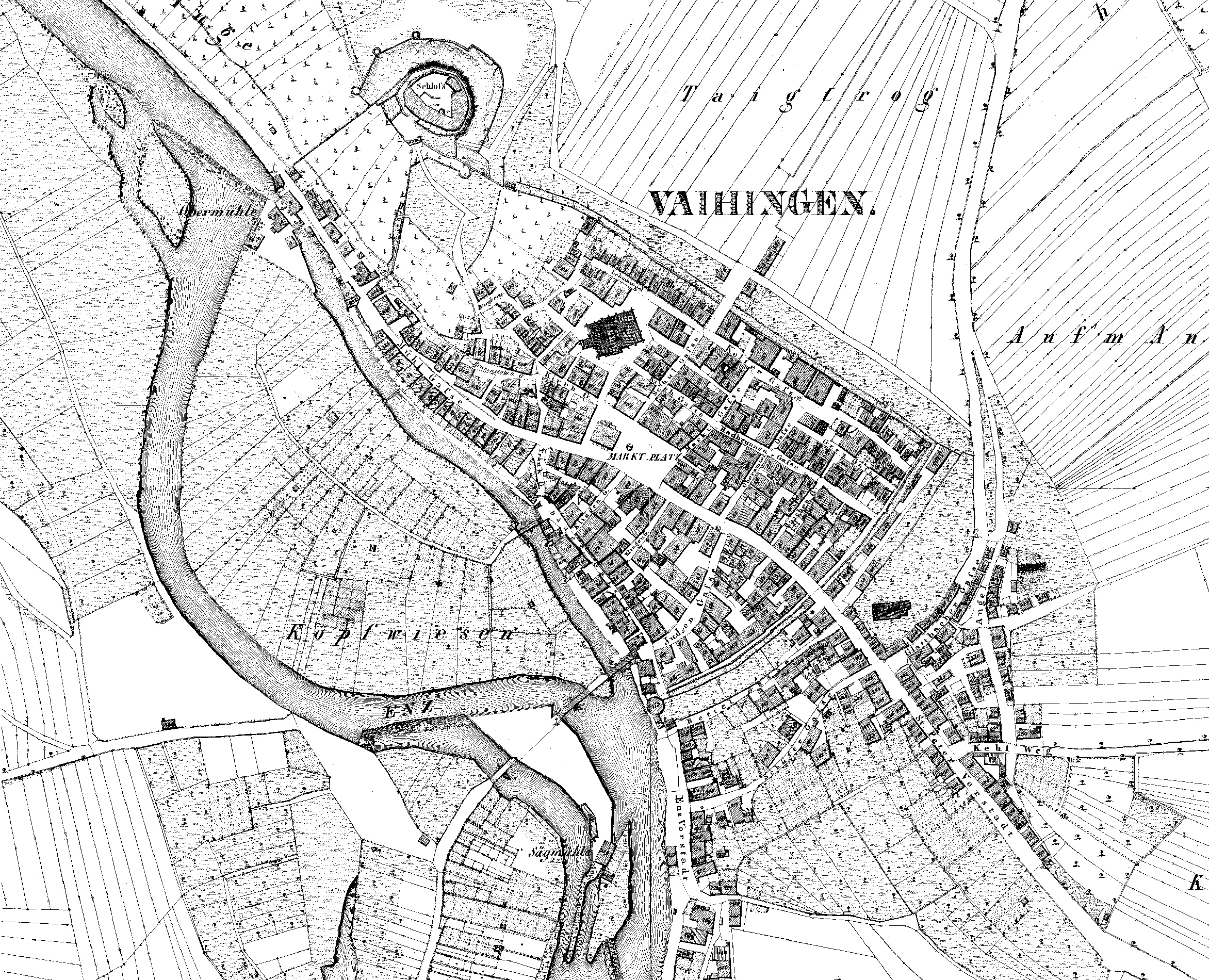
Vaihingen (1832) zwischen dem Kaltenstein und der Peterskirche: 600 Jahre nach ihrer Gründung hatte sich die Struktur der Stadt nur unwesentlich verändert

Um 1230 soll er zwischen der schon 1096 erwähnten Burg Vaihingen auf dem Kaltenstein und der dörflichen Siedlung bei der Peterskirche die Stadt Vaihingen an der Enz angelegt haben.

### Urkundliche Erwähnungen
- 8. Februar 1189: König Heinrich VI. bestätigt in Andernach einen Vertrag zwischen dem Erzbischof Philipp von Köln und seinem Getreuen Heinrich von Bürresheim, den u. a. Graf „Godefridus de Veingen“ bezeugt.[3]

- 18. April 1189: König Heinrich VI. verfasst in Vaihingen ein Schreiben an Papst Clemens III.[4]

- 6. Juni 1192: Kraft von Boxberg schenkt in Anwesenheit von Kaiser Heinrich VI. in Würzburg Güter und Einkünfte an das Johanneshospital zu Jerusalem. Graf „Gotfridus de Weigen“ bezeugt den Schenkungsakt.[5]

- 24. August 1192: Kaiser Heinrich VI. bestätigt in Weisenau bei Mainz der Abtei Echternach ihre Rechte und Freiheiten, wie sie diese bisher besessen habe, und bestimmt, dass sie unter Befreiung von jedem, auch dem königlichen Dienst im Schutz des Reiches bleiben und niemals dem Reiche entfremdet werden soll. Unter den Zeugen ist Graf „Godefridus de Veingen“.[6]

- 28. Januar 1194: Kaiser Heinrich VI. bestätigt in Würzburg die Schenkung der Burg und des Dorfes Iptingen samt der Kirche und Gütern zu Wiernsheim, Henkelberg und Wurmberg durch den Edelfreien Ulrich an das Kloster Maulbronn. Graf „Godefridus de Veingen“ ist Zeuge.[7]

- 1196: Philipp, Herzog der Toskana „restituirt“ in Gonzaga dem Abt des Klosters zu Polirone Besitzungen. Graf „Godefridus de Veingen“ ist erstgenannter Zeuge.[8] Am 3. Mai 1196 ist Graf Gottfried in Arezzo erneut erstgenannter Zeuge für Herzog Philipp.[9]

- 30. Juli 1197: Graf „Godefridus de Veingen“ bezeugt in Schweinhausen, dass Herzog Philipp von Schwaben und seine Gemahlin Erina dem Kloster Weißenau die Kapelle zur Heiligen Christina bei Ravensburg schenken.[10]

- 25. September 1197: Herzog Philipp „investirt“ in Gegenwart des Gebhard de Roup (Völs), Warmund von Rasen, Bertold, Arnold de Livo und Jacob von Kaltern den Grafen Gottfried in Bozen mit Berta, der Tochter Balduins von Firmian.[11]

- 29. Juni 1198: König Philipp beurkundet den mit König Philipp von Frankreich eingegangenen Freundschaftsbund, dergestalt dass dieser ihm helfen will gegen König Richard von England, dessen Neffen Otto von Poitou, der als Gegenkönig auftritt, gegen Graf Balduin von Flandern und den Erzbischof Adolf von Köln. „Gotfr. von Vaihingen“ bezeugt diesen Pakt.[12]

- 18. Februar 1199: König Philipp bestätigt Friedrich und Otto von Borgo San Donino wegen deren Treue gegenüber seinem Vater und seinem Bruder in Speyer das Lehen, welches ihnen sein Vater gemäß dessen Privileg vom 27. Dezember 1174 erteilt hatte. Graf „Godefridus de Veingen“ ist Zeuge.[13]

- Um 1230 befreit Graf Gottfried von Vaihingen den Hof der Mönche vom Herrenalb in Dietenhausen von seinem Vogtrecht, stiftet Geld zur Unterhaltung von Lichtern und Wachskerzen in ihrer Kirche und gestattet dem Hof die Mitbenützung der Allmenden im Bann von Ellmendingen.[14]

- 1231 schenkt der Ritter Rugger von Stockheim das Patronatrecht der Kirche zu Gemmrigheim, früher sein Lehen von dem Grafen Gottfried von Vaihingen, nunmehr aber sein Eigen, an die Kirche in Backnang.[15]

- Im Februar 1232 erwerben der Abt Gozwin und sein Konvent in Maulbronn von dem Grafen Gottfried von Vaihingen und seinem Sohn und deren Erben die Kirche, Vogtei, Güter nebst Zubehör und Leuten in Wimsheim.[16][17] König Heinrich VII. bestätigt am 2. Oktober 1232 den Ankauf und verspricht, die Reichsvogtei über diesen Ort niemals zu veräußern.[18]

- 1232 übergeben Gottfried von Vaihingen und sein Neffe Gottfried von Calw dem Bischof von Speyer, Beringer von Entringen, ihren Anteil an Öwisheim und bitten ihn, diesen dem Konvent in Maulbronn zu überlassen.[19][20] Im gleichen Jahr trug Gottfried von Vaihingen das Dorf Arnbach der bischöflichen Kirche in Bamberg zu Lehen auf.[21]

- 1233 überträgt Graf Gottfried von Vaihingen auf Bitten seines Dienstmannes Berthold von Flehingen dessen in seine Hand gegebenen Eigengüter in Bruchsal der Kirche in Speyer, um solche gegen eine jährliche ewige Fruchtgilte an das Kloster Maulbronn zu verleihen.[22]

### Todesjahr
Manfred Scheck hält ihn für den ohne Vornamen genannten „berühmten Grafen von Vaihingen“, der 1234 in Rom bei der Niederschlagung des Aufstands der Römer fiel. Laut Gerhard Fritz starb er jedoch erst 1246 in hohem Alter. Gottfrieds Sohn und Nachfolger Konrad I. von Vaihingen urkundete 1232 bereits mit seinem Vater, war 1234 in Italien und handelte danach stets autonom.